# Dirección de Resistencia Encubierta
La Dirección de Resistencia Encubierta (en polaco: Kierownictwo Walki Konspiracyjnej, KWK) fue uno de los departamentos del Cuartel General del Armia Krajowa creado en Polonia en 1942 durante la Segunda Guerra Mundial. Su tarea principal era comandar la llamada lucha diaria. Incluía propaganda, organización de unidades de autodefensa, sabotaje y distracción.
Estaba encabezada personalmente por el comandante del Armia Krajowa. El cuerpo asesor estaba compuesto por el comandante del KeDyw, jefe de la Oficina de Información y Propaganda y un enviado de la Dirección de Resistencia Civil. En 1943 se unió a esta última organización y formó la Dirección de Resistencia Clandestina.